# Иларий Пиктавийски
Иларий Пиктавийски известен и като Иларий от Поатие също и Иларий Поатески (ок. 300-368 г.) е християнски светец, учител на Църквата (или доктор, от лат. ‘doctor ecclesiae’), епископ на Поатие (или Пиктавия, от фр. ‘Poitiers’).

## Биография
Роден е около 315 г. в Пиктавия, днешния град Поатие в Аквитания. Произхожда от знатно и богато римско езическо семейство. Образование получава в родния си град и по-късно в Бордо.
Около 350 г. е Иларий избран и ръкоположен за епископ на родния си град.
Води борба с арианската ерес, която е широко разпространена по негово време. През 356 г. на свикания от арианските епископи събор в Битере Иларий се обявява против откритите ариани, особено против Арлеския епископ Сатурнин, и отказва да осъди Атанасий Велики, като се позовава на постановленията на Сардикийския събор. По искане на арианските епископи император Констанций заповядал на управляващия Галия Юлиан да изпрати Иларий и Тулузския епископ Родон на заточение на Изток във Фригия (Мала Азия). В изгнание прекарва четири години, като не престава да се грижи за запазването на чистотата на православието. През 359 г. префектът му разрешава да участва на Селевкийския събор, където защитава западните епископи от обвиненията им в савелианство. От Селевкия св. Иларий отива в Константинопол и отправя писмо до император Констанций да му разреши да влезе в открит спор с арианите, за да разкрие несъстоятелността на тяхното учение. Молбата му не била удовлетворена, но на Иларий е разрешено да се завърне в родината си и да заеме отново епископската си катедра. След завръщането си в Пиктавия Иларий свиква няколко събора в защита на православието; на тях арианските епископи са осъдени и низвергнати. През 364 г. е свикан събор в Медиолан (Милано) под председателството на Иларий, за да се занимае с положението на тамошния епископ Авксентий, главен представител и разпространител на арианството в Италия. Иларий умира в Поатие през 367 г.
Папа Пий IX го провозгласява за учител на Църквата на 13 май 1851 г. Почитан е от Римокатолическата, Православната, Ориенталските Православни, Лутеранската и Англиканската църкви.

## Съчинения
- „Коментар на Евангелието според Светото евангелие от Матей“ (In evangelium Matthaei commentarius, PL, t. 9, col. 917— 1078)
- „Трактат върху п с а л м и т е“ (Tractatus super Psalom, PL, t. 9, col. 231—908).
- „Трактат върху книгата на Йов“ (Tractatus in Iob) – запазени са само два малки откъслеци у блаж. Августин (PL, t. 10, col. 723—724).
- „Книга за тайнствата“ (Liber mysteriorum)
- „За Светата Троица“ (De Trinitate libri duodecim, PL, t. 10, col.25—472) в 12 книги.
- „За съборите или за вярата на източните“ (De Synodis seu de fide Orientalium, PL, t. 10, col. 479—546)
- „Първа книга до император Констанций“ (Ad Constantium Augustum liber prima, PL, t. 10, col. 557—564).
- „Откъслеци от историко-полемически съчинения“ (Fragmenta ex opere historico, PL, t. 10, col. 627—724).
- „Книга против Валент и Урсакий“ (Liber adversus Valentem et Ursacium)
- „Втора книга до император Констанций“ (Liber II. ad Constantium Augustum, РL, t. 10, col. 563—572).
- „Против император Констанций“ (Contra Constantium imperatorem, PL, t. 10, col. 577—603).
- „Против арианите или до Авксентий Медиолански“ (Contra Arianos vel Auxentium Mediolanensem, PL, t. 10, col. 609—618).
- „До префекта Салюстий или против Диоскор“ (Ad praefectum Sallustium sive contra Dioscorus)
- „Книга на химните“ (Liber hymnorum)(PL, t. 10, col. 551, 554).
- Писмо до дъщерята Абра (Ad Abram filiam, PL, t. 10, col. 549—552)